# Clitoria vaupellii
Clitoria vaupellii là một loài thực vật có hoa trong họ Đậu. Loài này được J.Graham miêu tả khoa học đầu tiên.